# Александер (селище, Нью-Йорк)
Александер (англ. Alexander) — селище (англ. village) в США, в окрузі Дженесі штату Нью-Йорк. Населення — 518 осіб (2020).

## Географія
Александер розташований за координатами 42°54′7″ пн. ш. 78°15′33″ зх. д. / 42.90194° пн. ш. 78.25917° зх. д. (42.902021, -78.259113).  За даними Бюро перепису населення США в 2010 році селище мало площу 1,13 км², уся площа — суходіл.

## Демографія
Згідно з переписом 2010 року, у селищі мешкало 509 осіб у 178 домогосподарствах у складі 132 родин. Густота населення становила 449 осіб/км².  Було 195 помешкань (172/км²).
Расовий склад населення:
| - 97,1 % — білих - 1,2 % — азіатів - 0,2 % — чорних або афроамериканців |

До двох чи більше рас належало 1,6 %. Частка іспаномовних становила 1,2 % від усіх жителів.
За віковим діапазоном населення розподілялося таким чином: 33,4 % — особи молодші 18 років, 56,6 % — особи у віці 18—64 років, 10,0 % — особи у віці 65 років та старші. Медіана віку мешканця становила 34,9 року. На 100 осіб жіночої статі у селищі припадало 89,2 чоловіків;  на 100 жінок у віці від 18 років та старших — 86,3 чоловіків також старших 18 років.
Середній дохід на одне домашнє господарство  становив 64 033 долари США (медіана — 56 250), а середній дохід на одну сім'ю — 65 623 долари (медіана — 58 750). Медіана доходів становила 52 500 доларів для чоловіків та 24 271 долар для жінок. За межею бідності перебувало 6,7 % осіб, у тому числі 6,2 % дітей у віці до 18 років та 2,0 % осіб у віці 65 років та старших.
Цивільне працевлаштоване населення становило 256 осіб. Основні галузі зайнятості: освіта, охорона здоров'я та соціальна допомога — 32,0 %, роздрібна торгівля — 21,5 %, виробництво — 10,2 %, публічна адміністрація — 8,2 %.